# Ohnsang
Ohnsang ist ein Gemeindeteil der Gemeinde Oberrieden im Landkreis Unterallgäu, Bayern.

## Geographie
Das Dorf Ohnsang liegt etwa zwei Kilometer östlich von Oberrieden. Der Ortsteil ist durch die Ohnsanger Straße an den Hauptort angebunden. Im Osten grenzt Ohnsang an den Spitalwald von Westernach, einem Stadtteil von Mindelheim.

## Geschichte
Erstmals urkundlich erwähnt wurde Ohnsang 1460. 1987 hatte der Ort 11 Anwesen mit 35 Einwohnern. Einziges Denkmal ist ein Bildstock, wohl aus dem 18. Jahrhundert.